# Bolitoglossa zapoteca
Bolitoglossa zapoteca é uma espécie de anfíbio caudado pertencente à família Plethodontidae, sub-família Plethodontinae.
A espécie ocorre no México, sendo identificadas populações em somente dois locais.